# InfoCamere
InfoCamere S.C.p.A. è la società consortile di informatica delle Camere di Commercio Italiane. Ha realizzato e gestisce il sistema telematico nazionale che collega tra loro tutte le Camere di Commercio e le loro 300 sedi distaccate. Sua funzione istituzionale è anche la gestione e divulgazione del patrimonio informativo camerale, con particolare riferimento alle informazioni derivanti dal Registro delle imprese.
Nata inizialmente come Cerved (Centro Regionale Veneto Elaborazione Dati) è stata fondata nel dicembre del 1974 a Padova dal Professor Mario Volpato, allora Presidente della Camera di Commercio di Padova e Professore di Calcolo delle probabilità all'Università di Padova. Ha la sua sede legale a Roma, mentre la sede operativa si trova tutt'oggi a Padova ed altre sedi sono a Milano e Bari.

## Attività
Le banche dati camerali sono rese disponibili direttamente a imprese, pubbliche amministrazioni, professionisti e cittadini tramite il portale delle Camere di Commercio (sempre realizzato dalla società). Inoltre, sulla base di un contratto di distribuzione sottoscritto con InfoCamere, si può accedere a queste informazioni anche attraverso operatori professionali attivi nel mercato delle informazioni commerciali e del recupero crediti.
La società fornisce alle pubbliche amministrazioni italiane l'accesso al registro delle imprese, assicurando loro l'accessibilità dei dati senza oneri, secondo quanto stabilito dall'art. 50 del codice dell'amministrazione digitale, salvo quelli per la fornitura telematica e i servizi a valore aggiunto. Tramite il sito del Registro delle imprese si può accedere agli strumenti per lo svolgimento delle pratiche telematiche, tra cui la Comunicazione Unica per l'attività d'impresa, valida anche per Agenzia delle entrate, INPS, INAIL e Albo Artigiani. Il Registro Imprese è inoltre uno strumento di trasparenza amministrativa che fornisce un contributo importante nella lotta contro la criminalità economica. InfoCamere ha infatti sviluppato per le autorità investigative alcuni servizi che, in questa direzione, consentono analisi mirate per monitorare fenomeni anomali.
InfoCamere ha realizzato, per conto delle Camere di Commercio, l'infrastruttura tecnologica che garantisce il corretto funzionamento degli Sportelli Unici per le Attività Produttive, in particolare il portale di "Impresa in un giorno". Tra le realizzazioni di InfoCamere per il Sistema camerale vi è anche la procedura informatica che consente di gestire il servizio di conciliazione online (Concilia Camera). InfoCamere è inoltre l'Autorità di Certificazione Nazionale che rilascia i certificati digitali delle Carte Tachigrafiche.
Dal 16 marzo 2023 InfoCamere svolge anche il ruolo di Provider SPID per privati e professionisti.

## Infrastrutture informatiche
La società si è dotata di un sistema di gestione per garantire la sicurezza informatica dei dati raccolti certificato secondo lo standard ISO/IEC 27001, conseguendo nel 2012 la prima certificazione di conformità ISO/IEC 27001:2005, a marzo 2015 la ricertificazione secondo la versione ISO/IEC 27001:2013 e nel marzo 2024 completando l'aggiornamento con la transizione versione ISO/IEC 27001:2022